# Diastylis paratricinta
Diastylis paratricinta is een zeekommasoort uit de familie van de Diastylidae. De wetenschappelijke naam van de soort is voor het eerst geldig gepubliceerd in 1996 door Kang & Lee.